# Josep Maria Sostres

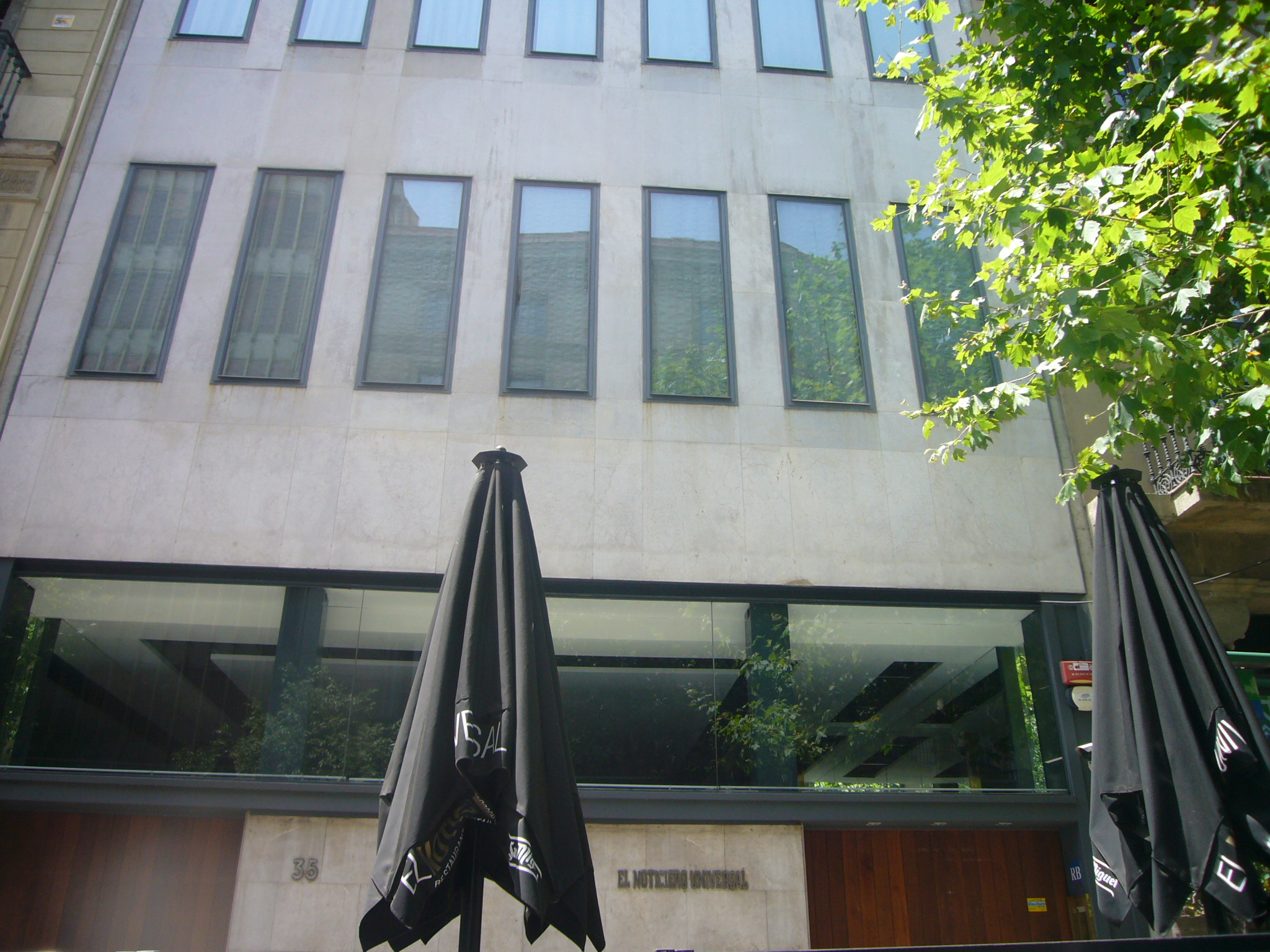
Obra hecha por el arquitecto Josep M. Sostres

Josep Maria Sostres Maluquer (Seo de Urgel, 15 de mayo de 1915 - Barcelona, 9 de febrero de 1984) fue un arquitecto español.

## Biografía
Estudió arquitectura en la Universidad de Barcelona en la que se graduó en 1946. Se especializó en la construcción de viviendas unifamiliares. Sus primeras construcciones las realizó en Bellver de Cerdaña y en la Seo de Urgel. En 1949, Sostres participó en el equipo ganador del concurso sobre Vivienda económica en Barcelona. En 1951 fue uno de los iniciadores del conocido como Grupo R, asociación de arquitectos de la que formaron parte entre otros Oriol Bohigas y Antoni de Moragas. 
Realizó diversos proyectos destacados como la casa Agustí en Sitges, que fue derruida en 1975, las casas M.M.I. en Barcelona o el edificio de la sede del periódico El Noticiero Universal en el ensanche barcelonés donde su obra recuperó el estilo contemporáneo que se había visto interrumpido por la Guerra civil española. Fue profesor en la ETSAB, y director de la Real Cátedra Gaudí (1959-1968).